# Éditions Perce-Neige
Éditions Perce-Neige è una casa editrice canadese.

## Panoramica
È stata fondata a Moncton nel 1980 ed è organizzata come impresa senza scopo di lucro. La sua attività si concentra principalmente nella poesia. Pubblica anche romanzi e saggi. Si contraddistingue per la sua missione di contribuire e sviluppare la letteratura acadiana nelle province marittime, privilegiando autori emergenti agli affermati. Persegue lo scopo di preservare il patrimonio culturale acadiano. Dal 2017 la casa editrice è diretta da Serge Patrice Thibodeau.

## Autori
Nel suo catalogo si trovano le opere di autori come Guy Arsenault, Herménégilde Chiasson, Fredric Gary Comeau, France Daigle, Léonard Forest, Hélène Harbec, Gérald Leblanc, Georgette LeBlanc, Raymond Guy LeBlanc, Daniel Léger, Viola Léger, Robert Pichette, Gabriel Robichaud, Rino Morin Rossignol, Roméo Savoie, Serge Patrice Thibodeau e Robert Viau.

## Direttori
- 1991-2005 : Gérald Leblanc
- 2007- : Serge Patrice Thibodeau